# Karkinochromadora
Karkinochromadora är ett släkte av rundmaskar. Karkinochromadora ingår i familjen Chromadoridae.
Släktet innehåller bara arten Karkinochromadora lorenzeni.